# Walter Hehl

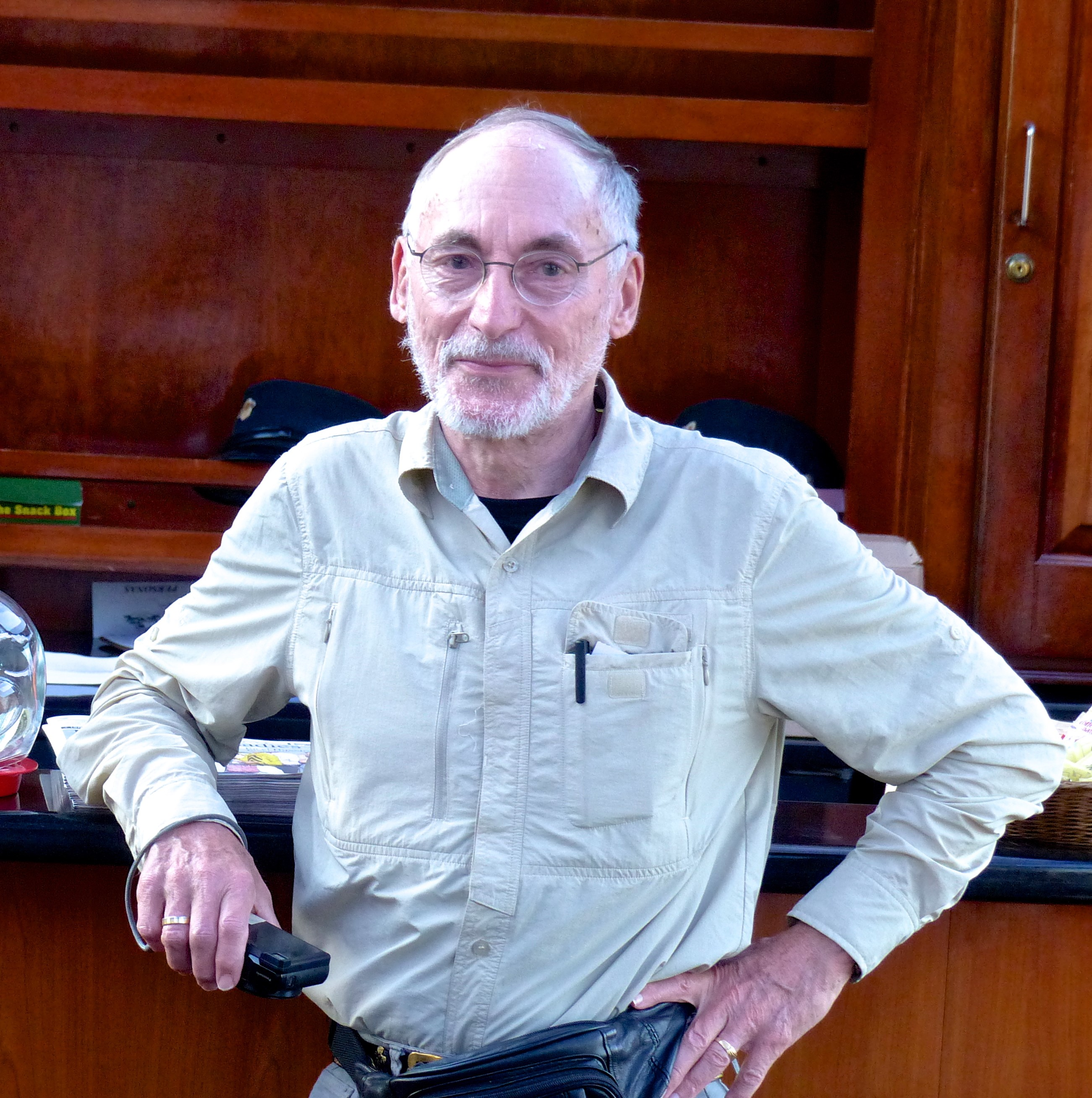
Walter Hehl (2016)

Walter Hehl (* 10. April 1944 in Zábřeh, Protektorat Böhmen und Mähren) ist ein deutsch-schweizerischer Physiker, Informatiker, Philosoph und Autor mehrerer Bücher.

## Biographie
Hehl verbrachte seine Kindheit in Gunzenhausen in Mittelfranken und seine Jugend in Stuttgart. Nach dem Studium der Mathematik und Physik an der Universität Stuttgart erwarb er das Diplom in Physik. Im Jahr 1972 promovierte er zum Dr. rer. nat. mit einer Arbeit zur Festkörperphysik. Seit dem Vordiplom war er Stipendiat der Studienstiftung des Deutschen Volkes.
Er begann seine berufliche Laufbahn als Physiker und Entwicklungsingenieur im IBM Entwicklungslabor in Böblingen (Deutschland). Für viele Jahre war er im Labor Böblingen Leiter der Vorentwicklung mit Projekten im System- und Softwarebereich. Nach einem Sabbatjahr als Dozent für Softwaretechnologie an der TU Dresden wurde er wissenschaftlicher Leiter des IBM Industry Labs Europe, zunächst in Stuttgart, dann direkt im IBM Forschungslabor Rüschlikon bei Zürich. In dieser Funktion führte er etwa 600 Innovationsworkshops durch mit Führungskräften aus Wirtschaft und Politik aus aller Welt.
Seit der Pensionierung 2009 schreibt er Bücher über seine Interessengebiete Physik, Innovation, Informatik (Softwaretechnologie) und Philosophie.
Er hat zwei Söhne und lebt mit seiner Frau in Thalwil bei Zürich.

## Werk
Aus seiner Tätigkeit als Physiker und Manager in Entwicklung und Forschung bei IBM entstanden mehrere Bücher zu den Triebkräften der Informationstechnologie und zur Entwicklung von Innovationen in der Industrie. Die Verbindung von Physik und Softwareentwicklung führte zu Büchern über pragmatische Erkenntnistheorie, zur Übertragung von Softwarekonzepten in die Philosophie und zur Entwicklung einer modernisierten Form der Popperschen Drei-Welten-Lehre. Die Grundidee ist ein Weltmodell mit Physik für die unbelebte Welt, mit verallgemeinerter Software für die belebte und die digitale Welt und gegebenenfalls mit Geist in der Form zum Beispiel von Kunst.
Die Diskrepanz zwischen dem glorreichen Bild von Galileo Galilei in der Öffentlichkeit und dem „wahren“ Galilei führt das Buch „Galileo Galilei kontrovers“ vor. Es zeigt auch unbekannte Facetten von Galilei, seine Konkurrenzängste (z. B. gegenüber Kepler) und viele Irrtümer um und von Galilei im Geist seiner Zeit.
Eine Schlussfolgerung aus den Erkenntnissen in Physik, Informatik, Psychologie und der eigenen Lebenserfahrung ist das Buch "Gott kontrovers – was noch in Würde zu Glauben ist". Es versucht die Grenze von Wissen und Glauben nach den Wissenschaften des 21. Jahrhunderts neu zu ziehen in den genannten Bereichen. Versöhnliche Gedanken sind etwa die Bedeutung des Zufalls, das ozeanische Gefühl von Romain Rolland und Einsteins kosmische Religion. Ein begrenztes Überschreiten der Grenze in "Grenzsituationen" ist als menschlich erlaubt. Als Reaktion auf die Unterschätzung des Zufalls schrieb er ein umfassendes Buch zum Zufall in der Welt und in der Philosophie, das im Jahr 2021 ins Englische übersetzt wurde. Es ist eine Hommage an den amerikanischen Philosophen Charles Peirce.
Eine Abgrenzung von Spiritualität zur Esoterik versucht Walter Hehl im Buch "Spiritualität kontrovers". Spirituelle Gefühle sind z. B. berechtigt angesichts des Unfassbaren und Unendlichen. Die Zeit ist mehr als eine vierte Dimension, sie treibt das Universum und uns mit. Dies will das Buch "Die Zeit in Physik, Philosophie und im Menschlichen" zeigen und schlägt dafür den Bogen von Einsteins Physik bis zur Sonette von Shakespeare.
Die rege Diskussion um den Klimawandel veranlasste Walter Hehl als Physiker, dem Problem aus seiner Sicht auf den historischen, physikalischen und wissenschaftstheoretischen Grund zu gehen. Daraus entstand das Buch "Klimawandel - Grundlagen und Spekulation".

## Auszeichnung
Das Buch „Galileo Galilei kontrovers“ wurde im Mai 2019 von der Ellen- und Max-Woitschach-Stiftung für ideologiefreie Wissenschaft mit dem Forschungspreis für 2018/2019 ausgezeichnet. Der Preis wurde für den „vorurteilsfreien Blick auf die Person Galileo Galilei, seine Leistungen und seine Irrtümer aus heutiger Sicht“ vergeben.

## Publikationen
- Trends in der Informationstechnologie. Von der Nanotechnologie zu virtuellen Welten. Vdf Hochschulverlag an der ETH Zürich, Zürich 2008. ISBN 3728131741
- mit Rainer Willmanns: Paradoxa und Praxis im Innovationsmanagement. Hanser Fachbuch, München 2009. ISBN 3446421742
- Die unheimliche Beschleunigung des Wissens. Warum wir nichts verstehen und trotzdem Grosses schaffen. Vdf Hochschulverlag an der ETH Zürich, Zürich 2012. ISBN 3728134554
- Wechselwirkung. Wie Prinzipien der Software die Philosophie verändern. Springer, Berlin-Heidelberg 2016. ISBN 3662481138
- A General World Model with Poiesis: Poppers Three Worlds updated with Software. researchgate.net researchgate.net/publication/301879586, 2016.
- Popper’s Three Worlds, Computers and Religion. academia.edu academia.edu/32312332, 2017.
- Galileo Galilei kontrovers. Ein Wissenschaftler zwischen Universalgenie und Despot. Springer, Berlin-Heidelberg 2017. ISBN 3658192941
- Gott kontrovers. Was noch in Würde zu glauben ist. Vdf Hochschulverlag an der ETH Zürich, Zürich 2019. ISBN 3728139300
- Popper's Three Worlds, Computers and Religion. In: Pandeism. An Anthology of the Creative Mind, p. 16 – 58. Iff books, Winchester UK and Washington USA 2019.
- Meine fünf Frauen. Selbstverlag und epubli, Berlin 2020. ISBN 3750292078
- The Gamut of Scientific Hardness — from Relativity and Quantum Physics down to Homeopathy and Flat Earth.  medium.com, Oktober 2020.
- Der Zufall in Physik, Informatik und Philosophie. Zufall als Fundament der Welt. Springer, Berlin-Heidelberg 2021. ISBN 978-3-658-32062-1
- Chance in Physics, Computer Science and Philosophy. Chance as the Foundation of the World. Springer, Berlin 2021. ISBN 978-3-658-35111-3
- Constructive Naturalism - Understand the World with Computers and Chance (Zufall). medium.com, November 2021.
- Klimawandel - Grundlagen und Spekulation. Springer, Heidelberg 2022, ISBN 978-3-658-35541-8.
- Spiritualität kontrovers. Springer, Wiesbaden 2023, ISBN 978-3-658-40617-2.
- MINT für Geisteswissenschaftler. Naturwissenschaften für Geisteswissenschaftler. Springer, Wiesbaden 2024. ISBN 978-3-658-43551-6
- Die Zeit in Physik, Philosophie und im Menschlichen. Springer, Wiesbaden 2024. ISBN 978-3-658-44835-6